# Pnoepyga albiventer
La ratina ventriblanca  (Pnoepyga albiventer) es una especie de ave paseriforme de la familia Pnoepygidae propia de las montañas del sur de Asia, desde los  Himalayas hasta Indochina. 

## Descripción
Es un ave pequeña que casi no posee cola. Mide unos 9 cm de largo y pesa unos 20 gr. Su dorso es verde oliva, y su pecho posee un moteado claro, su vientre es blanquecino.

## Distribución y hábitat
Se le encuentra en India, Nepal, China y Vietnam. Su hábitat natural son los bosques montanos subtropicales húmedos. Por lo general se lo encuentra cerca de cursos o espejos de agua. La especie realiza una especie de migración en altura, desplazándose hacia elevaciones próximas al nivel del mar durante el invierno en parte de los territorios en los que habita.

## Galería

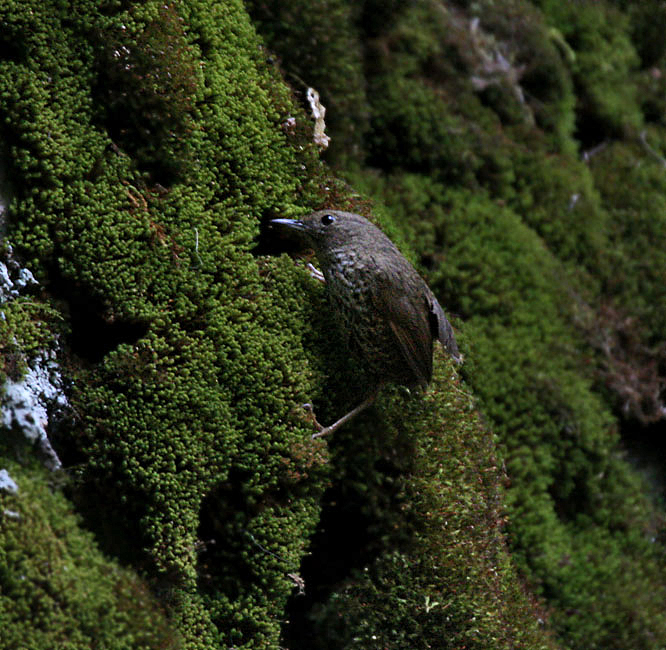
En el distrito de Kullu - Manali,  Himachal Pradesh, India
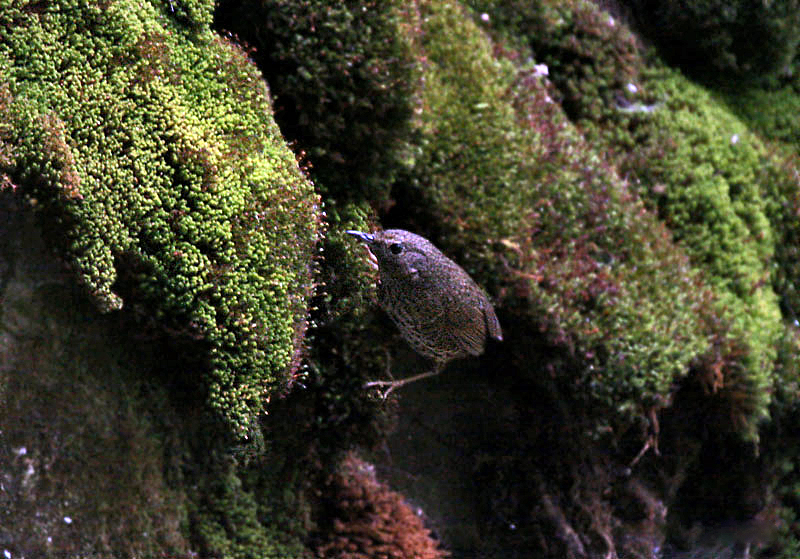
En el distrito de Kullu - Manali,  Himachal Pradesh, India
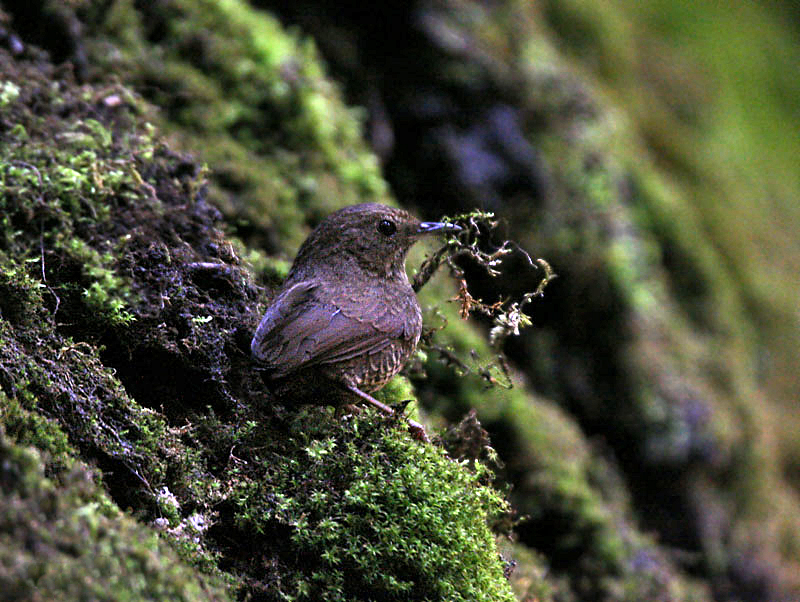
En el distrito de Kullu - Manali,  Himachal Pradesh, India